# RAF Andrews Field
 (juin 2023).
Royal Air Force Andrews Field ou plus simplement RAF Andrews Field (également connu sous le nom de RAF Andrewsfield et RAF Great Saling) est une ancienne base aérienne de la Royal Air Force située à 6,4 km à l'est-nord-est de Great Dunmow, dans l'Essex.
Désignée à l'origine comme Great Saling lors de sa conception et de sa construction, la base est rebaptisée « Andrews Field » en l'honneur du général Frank M. Andrews des United States Army Air Forces (USAAF), qui a trouvé la mort dans un accident d'avion en Islande en mai 1943. Pendant la Seconde Guerre mondiale, Andrews Field est principalement le siège du 322d Bombardment Group de la Ninth Air Force de l'USAAF, qui utilise le bombardier moyen Martin B-26 Marauder. Après avoir été transféré au ministère de l'Air fin 1944, la base est brièvement utilisée par le RAF Fighter Command pour des essais de chasseurs à réaction Gloster Meteor, avant d'être définitivement fermée fin 1945.
Aujourd'hui, les vestiges de l'aérodrome sont situés sur une propriété privée à vocation agricole, dont une petite partie est utilisée par l'Andrewsfield Flying Club.